# Паранан

Паранан на карте штата.

Паранан (порт. Paranã) — муниципалитет в Бразилии, входит в штат Токантинс. Составная часть мезорегиона Восточный Токантинс. Входит в экономико-статистический микрорегион Дианополис. Население составляет  10 338 человек на 2010 год. Занимает площадь 11 260,216 км². Плотность населения — 0,92 чел./км².

## Демография
Согласно сведениям, собранным в ходе переписи 2010 г. Национальным институтом географии и статистики (IBGE), население муниципалитета составляет:
| Полное население                               | Полное население                               | Полное население                               | Полное население                               | 10 338 |
| ---------------------------------------------- | ---------------------------------------------- | ---------------------------------------------- | ---------------------------------------------- | ------ |
| в том числе:                                   | Городское население                            | 4 720                                          | Процент городского населения, %                | 45,66  |
|                                                | Сельское население                             | 5 618                                          | Процент сельского населения, %                 | 54,34  |
|                                                | Мужское население                              | 5 444                                          | Процент мужского населения, %                  | 52,66  |
|                                                | Женское население                              | 4 894                                          | Процент женского населения, %                  | 47,34  |
| Плотность населения, чел/км²                   | Плотность населения, чел/км²                   | Плотность населения, чел/км²                   | Плотность населения, чел/км²                   | 0,92   |
| Население муниципалитета в % к населению штата | Население муниципалитета в % к населению штата | Население муниципалитета в % к населению штата | Население муниципалитета в % к населению штата | 0,75   |

По данным оценки 2016 года население муниципалитета составляет 10 573 жителя.

## Статистика
- Валовой внутренний продукт на 2003 составляет 16.923.158,00 реалов (данные: Бразильский институт географии и статистики).
- Валовой внутренний продукт на душу населения на 2003 составляет 1.659,78 реалов (данные: Бразильский институт географии и статистики).
- Индекс развития человеческого потенциала на 2000 составляет 0,630 (данные: Программа развития ООН).

## Важнейшие населенные пункты
| № | Населённый пункт   | Населённый пункт (порт.) | Категория | Население чел. (2010) | На карте                        |
| - | ------------------ | ------------------------ | --------- | --------------------- | ------------------------------- |
| 1 | Паранан            | Paranã                   | город     | 4 720                 | 12°36′59″ ю. ш. 47°52′21″ з. д. |
| 2 | Бон-Жезус-да-Палма | Bom Jesus da Palma       | поселок   | 565                   | 12°37′41″ ю. ш. 47°33′47″ з. д. |
| 3 | Кампу-Алегри       | Campo Alegre             | поселок   | 455                   | 13°06′54″ ю. ш. 47°45′53″ з. д. |